# Clinopodium congestum
Clinopodium congestum — вид квіткових рослин з родини глухокропивових (Lamiaceae).

## Біоморфологічна характеристика
Це багаторічна трав'яниста рослина. Стебла прості, 20–30 см, міжвузля довші за листя. Серединні листки від широкояйцеподібних до субокруглих, 7–17 × 6–12 мм, товсті, тупі, майже цілих до невиразно городчастих; листкова ніжка 2–3 мм. Суцвіття знизу переривчасто-колоноподібне, зверху зібране. Чашечка зворотно-циліндрична, ≈ 2.5 мм, зубці трикутні, тупі, 1/6 довжини чашечки. Віночок білий чи пурпуровий. Горішки від яйцеподібних до яйцеподібно-довгастих, ≈ 0.9 мм, гострі, залозисто-волосисті. Квітує у липні — вересні.

## Поширення
Ареал: сх. Туреччина.
Населяє скелясті вапняні місця та пасовища, на висоті ≈ 1830 метрів.

## Синоніми
- Micromeria congesta Boiss. & Hausskn.
- Micromeria shepardii (Post) Post
- Nepeta shepardii Post
- Satureja shepardii (Post) Greuter & Burdet